# Адолф II фон Дасел
Адолф II фон Дасел (на немски: Adolf II von Dassel; * 1210; † 1257) е граф на Дасел и Нинофер, фогт на Св. Блазии в Нортхайм. Заедно с братовчед му Лудолф IV († 1223) той е шеф на фамилията фон Дасел.

## Произход
Той е най-възрастният син на граф Лудолф II фон Дасел († сл. 1209) и съпругата му от род Шварцфелд. Брат е на Лудолф III.

## Фамилия
Адолф II е женен от ок. 1219 г. за Ерментруда фон Епщайн († сл. 1256), която вероятно е сестра на архиепископа на Майнц Зигфрид III фон Епщайн. Той има децата:
- Адолф IV/V († 1273), граф на Дасел и Нинофер, господар на Шоненберг
- Адолф VI Млади († сл. 1290), домхер във Вюрцбург (1284 – 1290)
- Ерментруд († сл. 1253), омъжена пр. 1243 г. за граф Конрад фон Еверщайн († 1256)
- Гертруд († сл. 1244)
- Хартман († 1294/1295), домхер в Мерзебург (1255 – 1295)
- Хайденрайх († сл. 1270)
- Херман († сл. 1287), домхер в Хилдесхайм (1244 – 1287), архдякон в Барум (1259)
- Лудолф V/VI († 1289/1300), граф на Дасел, господар на Шоненберг, женен за Регелинд фон Бракел († сл. 1267)
- Райнолд IV († сл. 1248)
- София († сл. 1244)
- Мехтхилд († 1258), омъжена пр. 1245 г. за Хайнрих фон Хомбург (1228 – 1290), син на Бодо фон Хомбург († сл. 1228)